# 타리카
타리카(아랍어: tarῑqah, 원어는 '길'이라는 뜻. tariqah라고도 씀)는 이슬람에서 실재(ḥaqq), 곧 하느님에 대한 직접적 앎(ma⁽rifah)에 이르는 영적인 길이다.
9~10세기에 타리카는 이슬람 신비주의자인 수피들의 개인적인 영성수련의 길을 의미했다. 12세기 이후 '셰이크' 또는 '피르'라고 불리는 스승을 중심으로 한 추종자들의 공동체가 형성됨에 따라 타리카는 그러한 신비주의 공동체가 셰이크 지도하에 준수하는 의례체계 전체를 지칭하게 되었다. 궁극적으로 타리카는 그러한 공동체 자체를 의미하게 되었다.
각 신비주의 공동체는 예언자 무하마드로부터 자신들에게로 이어지는 일련의 영적 전승(silsilah)을 주장했으며, 입문자들을 위한 의례 절차를 확립하고 규율을 제정했다. '무리드'·'이크완'·'다르위시' 등의 명칭으로 불리기도 하는 입문자들은 스승의 지도하에 저명한 '하느님의 친구' 곧 수피 성자의 영성수련의 길을 따름으로써 스스로 하느님과의 친교라는 신비적인 경지(hāl)에 이르게 된다. 온건한 스승들은 극단적인 수련을 비난했지만, 몇몇 공동체의 수련자들은 영적 탈아의 경지에 대한 추구를 하다가 때때로 마약복용이라든가 과격한 곡예 등을 강행하여 '빙글빙글 도는', '울부짖는', '춤추는' 수련자들이라는 비난과 함께 멸시받기도 했다. 다르위시들의 공동체에서는 흔히 정식 입문자들뿐만 아니라 일반 신자들도 그들의 수도원에 초청해 머물도록 했다.
12세기에 결성되기 시작한 타리카 공동체들이 20세기 중반에 이르러서는 수백 명을 헤아리게 되었으며 추종자들도 수백만 명으로 증가했다. 수피 타리카 공동체들의 발전은 이슬람의 중심부 국가들에서 가장 현저하게 이루어졌으며, 따라서 이슬람교도들의 종교적 삶 전체에 매우 중요한 영향을 미치게 되었다. 타리카 공동체는 서아프리카, 동유럽, 인도, 중앙 아시아, 극동 아시아 지역에도 존재한다.

## 같이 보기
- 팔정도